# Nouvelle économie classique
La nouvelle économie classique (ou nouvelle école classique) est un courant de pensée économique né dans les années 1970. Rejetant le keynésianisme et sa nouvelle version, sans pour autant rejeter l'intervention de l'État, la synthèse néoclassique, la nouvelle école classique se fonde sur des principes néoclassiques pour les mettre à jour. Reposant sur des fondements micro-économiques, elle en déduit des modèles macroéconomiques. Elle prône une intervention minimale de l'État dans le système économique.

## Histoire

### Émergence
La nouvelle économie classique est une école de pensée économique qui se forme progressivement dans les années 1970. Elle s'oppose à la synthèse néoclassique, qui a cherché à fusionner des thèses issues du keynésianisme avec celles issues de l'école néoclassique, afin de fournir un modèle unifié d'analyse de l'économie. La nouvelle économie classique va ainsi s'attacher à refuser les avancées keynésiennes en remettant en cause plusieurs des postulats sur lesquels elle se base.
De manière pratique, la NEC opère un retour aux thèses de l'école néoclassique, en essayant de leur donner des fondements plus solides et en répondant aux attaques keynésiennes qui avaient rendu le néoclassicisme obsolète. Pierre Dockès peut ainsi écrire que « pour l'essentiel [...] les thèses de la nouvelle économie classique (et plus encore la finance néo-classique) sont des théories pré-keynésiennes aménagées ».

### Auteurs
Les nouveaux classiques comprennent :
- Robert Lucas Jr (« Prix Nobel » d'économie 1995)
- Finn E. Kydland (« Prix Nobel » d'économie 2004)
- Edward C. Prescott (« Prix Nobel » d'économie 2004)
- Robert Barro
- Neil Wallace
- Thomas Sargent (« Prix Nobel » d'économie 2011)
- Paul Romer

## Fondements théoriques

### Critique épistémologique de Lucas
Robert E. Lucas pose une des bases de la méthodologie de la NEC avec un article de 1976 dans lequel il émet une critique appelée « critique de Lucas ». Il critique les modèles macro-économétriques issus de la synthèse néoclassique en les considérant irréalistes et naïfs. Selon lui, ces modèles n'ont pas de fondations microéconomiques, ils ne prennent pas en compte la rationalité individuelle des agents : ces modèles sont incapables de prendre en compte les réactions (anticipations) des agents après l'annonce d'une politique économique.
En d'autres termes, les modèles de la synthèse étaient construits sans prendre en compte les boucles de rétroaction du système économique : ils considèrent les acteurs comme des agents passifs, sans réaction, sans vision de moyen ou long terme, qui réagissent toujours uniformément à une politique économique.

### Agents représentatifs
La nouvelle économie classique pense l'économie dans le cadre d'un système d'équilibre général. A ce titre, dans la mesure où la présence d'un très grand nombre d'agents hétérogènes rendrait très difficile la modélisation économique des offreurs et des demandeurs, la NEC lui substitue un agent économique représentant tous les agents.

### Rationalité économique
Le premier postulat est celui de la rationalité des agents, qui, en tant qu'homines oeconomici, cherchent à maximiser leur utilité. 

### Anticipations rationnelles
Le deuxième est celui des anticipations rationnelles, selon lequel les agents économiques prédisent avec succès les conséquences des actions de la puissance publique,. L'anticipation rationnelle est l'espérance mathématique de la variable. Si l'agent économique ne dispose pas d'une information pertinente au moment de l'anticipation (parce qu'un choc exogène imprévisible a eu lieu, par exemple), alors il se trompera. 

### Raisonnement en équilibre général
La dernière est qu'il est nécessaire de raisonner dans un cadre de pensée où, à chaque instant, l'économie possède un équilibre général unique (avec plein emploi et pleine utilisation des capacités de production) et que cet équilibre est atteint par un mécanisme d'ajustement des prix et des salaires.

### Neutralité de la monnaie
Robert Lucas Jr soutient la neutralité de la monnaie en radicalisant la position des monétaristes. Comme les monétaristes, il considère qu'il est impossible que la monnaie ait un effet positif de long terme sur l'activité économique, mais contrairement à eux, il soutient également que la monnaie est neutre à moyen terme,. En effet, lorsque leur salaire augmente, les agents économiques comprennent immédiatement que le niveau des prix augmente aussi dans l'économie, et que, donc, leur pouvoir d'achat est identique. La capacité des agents à anticiper de manière parfaite rend les politiques monétaires inutiles, à moins que les autorités réussissent à créer un effet de surprise.
La NEC se construit ainsi face à deux écoles : les néoclassiques, et la synthèse néoclassique (néokeynésienne). La synthèse néoclassique a montré que la monnaie avait un effet réel, alors la NEC ne cherche pas à montrer que ça n'est pas le cas, mais plutôt à montrer que ce n'est vrai que sur un très court terme, et pas systématiquement. Elle se distingue donc ainsi de l'école néoclassique qui, elle, considérait la monnaie comme un « voile » pur et simple.

### Rigidités
La NEC admet l'existence de rigidités dans l'économie réelle ; elle considère toutefois que ces rigidités sont artificielles, liées à la réglementation publique et aux interventions de l’État, et sans fondement microéconomique. La faible théorisation des rigidités de cette école conduit la nouvelle économie keynésienne à, par la suite, développer sa propre théorie des rigidités.

## Concepts clefs

### Incohérence temporelle
Finn E. Kydland et Edward C. Prescott soulignent la propension des puissances publiques (autorité budgétaire comme autorité monétaire) à mettre en place des politiques qui, si elles étaient judicieuses au moment de la prise de décision, ne le sont plus lorsque ses effets se font sentir dans l'économie. Il est ainsi possible pour un gouvernement de mener des politiques pro-cycliques au lieu de contra-cycliques au moment où il fallait faire l'inverse. Cette incohérence temporelle fait dire à Kydlan et Prescott que la règle, le principe, est supérieur au pouvoir discrétionnaire.

### Cycles économiques réels
La théorie des cycles réels est une théorie majeure développée par ce courant. La monnaie étant considérée comme neutre, les cycles économiques ne peuvent qu'être des cycles dits réels, c'est-à-dire basés sur des variables réelles et non monétaires. Les cycles sont produits par des chocs réels exogènes qui viennent modifier la structure des prix, comme des évolutions de productivité ou de l'innovation. Ces cycles sont provoqués par des chocs stochastiques (aléatoires), et les effets apparaissent par le biais des changements des comportements des acteurs face à ces « signaux ».

### Théorie des chocs de politique monétaire
La NEC a formulé une autre théorie des cycles économiques, appelée théorie des chocs de politique monétaire. Formulée par Lucas (1972, 1973), ainsi que par Sargent et Wallace (1975, 1976), elle dispose que ce sont les mouvements abrupts de la politique monétaire qui causent les cycles économiques. Elle n'a pas été validée empiriquement.

### Marché efficient
La théorie des marchés financiers efficients est une théorie d'Eugene Fama. Fama désigne principalement une efficience informationnelle, car il écrit en 1970 qu'« il y a efficience lorsque les prix reflètent toute l'information disponible ». Une dimension de l'efficience du marché est aussi son efficience allocative ou opérationnelle, c'est-à-dire en en ce que le marché permettrait aux capitaux de se diriger les placements les plus rentables.

### Théorème de Modigliani-Miller
Le théorème de Modigliani-Miller est un théorème de la NEC selon laquelle la structure de financement d'une entreprise, ou d'un actif, n'a aucun effet sur sa valeur. Sous les hypothèses d'une absence de coûts de transaction, de marchés efficients et d'absence d'impôt, la valeur de l'entreprise ou de l'actif ne dépend pas de ce que son financement provient de la dette ou de fonds propres.
On considère normalement que l'effet de levier accroît le rendement financier de l'entreprise, c'est-à-dire qu'un endettement permet de générer un revenu supérieur à la valeur empruntée. Toutefois, l'endettement accroît le risque financier, et provoque ainsi une baisse de la valeur des actions, et donc du rendement des actions. La valeur de l'entreprise, qui est la somme de la valeur de l'endettement et de son capital, reste constante.

### Modèle d'évaluation des actifs financiers
La NEC s'appuie sur un modèle d'évaluation des actifs financiers (capital asset pricing model) pour ses modélisations financières. La rentabilité espérée d'un portefeuille dépend à la fois du taux d'intérêt risque-neutre et d'une mesure du risque. Cela est pondéré par un coefficient béta, qui est la covariance de la rentabilité de l'actif avec celle du marché.

### Règle de Taylor
La nouvelle économie classique soutient la règle de Taylor, qui est une règle de politique monétaire selon laquelle la banque centrale doit fixer ses taux d'intérêt en fonction de l'écart entre l'inflation désirée et l'inflation effective.

## Thèses

### Rejet de la courbe de Philips
La nouvelle économie classique s'inspire des travaux de l'école monétariste pour rejeter la courbe de Philips. Issue de la synthèse néoclassique, cette courbe montrait qu'il existe un arbitrage entre l'inflation et le chômage : l'augmentation de l'inflation réduit le chômage, et inversement. Le monétariste Milton Friedman a inspiré la NEC en observant que le lien inverse entre inflation et chômage n'existait plus empiriquement, et que ce lien était douteux théoriquement. Selon lui, les anticipations adaptatives des agents économiques rendent improbable sur le long terme l'arbitrage inflation-chômage : les agents se rendent compte du caractère erroné de leur anticipation et le chômage augmente à nouveau. 
La nouvelle économie classique crée le concept d'anticipation rationnelle, qui n'est pas adaptative mais immédiatement parfaite en vertu des informations disponibles. Elle soutient qu'une politique monétaire expansionniste ne permet pas de réduire le chômage, même à court terme, car les agents économiques anticipent l'inflation et ne se laissent pas berner par elle.

### Rejet de l'intervention de l’État
La NEC est en faveur du retrait de la puissance publique de la sphère économique, considérant ses actions comme créant des distorsions de marché. Ils soutiennent ainsi un non-interventionnisme étatique, même dans les pays en développement. Toutefois, certains modèles de croissance endogène de la NEC, comme le modèle de Romer, le modèle de Barro ou encore le modèle de Lucas, font de l'intervention de l’État une nécessité afin de stimuler la croissance de long terme. L’État doit ainsi intervenir, tout en restant à l'équilibre budgétaire, par des dépenses en éducation, en infrastructures, en santé et en innovation.

### Rejet de l'intervention de la banque centrale
La conséquence logique de l'hypothèse de l'équilibre des marchés, ainsi que celle de l'anticipation rationnelle, est que les banques centrales n'ont pas à intervenir sur les marchés. Leur intervention n'aurait comme seul effet que de provoquer des distorsions plus importantes sur les marchés. Dès lors que la monnaie est neutre, elle ne peut agir sur les grandeurs réelles, et donc ne saurait être utilisée pour améliorer une situation économique. 

### Indépendance de la banque centrale
Les nouveaux classiques plaident en faveur de l'indépendance des banques centrales. Ils soutiennent que l'indépendance de la banque centrale vis-à-vis du pouvoir politique est le gage de son efficacité et de sa crédibilité sur les marchés.

### Équilibre général
La NEC soutient que, dès lors que les prix sont flexibles, les marchés atteignent spontanément un équilibre général. Le marché a donc une capacité autorégulatrice. Seuls des chocs, aléatoires, font dévier l'économie de sa position naturelle (alternance politique, crise extérieure, ...).
Elle rompt donc avec les conclusions de la synthèse néoclassique, et les conclusions futures de la nouvelle économie keynésienne, qui soutiennent que l'économie peut être bloquée dans des déséquilibres de long terme, ou connaître des équilibres de sous-production.

### Inexistence du chômage involontaire
La nouvelle économie classique soutient que, en situation de concurrence pure et parfaite, le chômage involontaire est impossible. Le chômage volontaire est, lui, le fait des calculs d'optimisation des agents économiques libres et rationnels.

## Débats et critiques

### Critiques de la Nouvelle économie keynésienne
La nouvelle économique classique est critiquée par la nouvelle économie keynésienne. Elle fait remarquer que les conclusions de la NEC sont improbables dans le monde réel du fait de caractéristiques du marché du travail qui ne sont pas prises en compte par ceux-ci. La NEK s'attache ainsi à analyser les causes et les conséquences des rigidités, et notamment de la rigidité salariale.

### Critique de l'agent représentatif et de la rationalité
La NEC a souvent été critiquée sur l'utilisation, dans ses modèles, d'un agent représentatif rationnel. Comme l'écrit Pierre Dockès, « l'agent représentatif anticipant rationnellement n'a pas de soubassements microéconomiques », alors que la NEC le présente précisément comme le fondement microéconomique de sa théorie. En 1993, Janssen montre que, selon Dockès, « un agent représentatif d'un ensemble d'individus supposés construite tous des anticipations rationnelles [peut] lui-même avoir une conduite ne satisfaisant pas aux conditions de rationalité ».

### Difficulté d'application à l'analyse de la conjoncture
L'emploi des modèles de la NEC a été critiqué dans le cadre de son application à l'analyse de la conjoncture économique, aux risques de crise et aux effets des politiques économiques. Il est par exemple difficile d'analyser les effets de l'endettement sur le système économique lorsqu'un modèle utilise l'agent représentatif optimisateur comme postulat ; pourtant, l'endettement joue un rôle majeur dans le déclenchement de crises économiques.